# Merbabu
Der Merbabu (indonesisch Gunung Merbabu) ist ein Schichtvulkan in Zentral-Java (3142 m). Zusammen mit seinem „Zwilling“, dem rund zehn Kilometer südlich gelegenen Merapi bietet er ein eindrucksvolles Panorama. Der letzte Ausbruch des Merbabu war 1797.
Nördlich befindet sich der Telomoyo mit 1894 m Höhe.